# 黄志强 (江苏)
黄志强（1970年6月—），男，汉族，江苏常熟人，中华人民共和国政治人物，现任中共内蒙古自治区委员会常委、内蒙古自治区人民政府常务副主席（分管能源部门和安全生产等）、党组成员。
2023年8月，因在内蒙古阿拉善新井煤业有限公司露天煤矿“2·22”特别重大坍塌事故中的失职失责问题，黄志强受到党内警告处分。